# Frappe aérienne de Hroza
La frappe aérienne de Hroza survient le 5 octobre 2023 à 13 h 15, dans le cadre de l'invasion russe de l'Ukraine, lorsque les forces armées russes attaquent un magasin et un café à Hroza, dans le raïon de Koupiansk, dans l'oblast de Kharkiv, en Ukraine. L'attaque est menée alors que les habitants se rassemblaient pour un service commémoratif au café, tuant au moins 55 personnes sur le coup et en blessant au moins 7 autres. Parmi les personnes tuées se trouve un garçon de six ans,. Au 17 octobre, le bilan est de 59 civils tués, tous identifiés.
L'Ukraine déclare que l'attaque s'est faite au moyen d'un missile balistique Iskander,.
Selon le ministre ukrainien de l'Intérieur, Ihor Klymenko, Hroza comptait 330 habitants avant l'attaque.

## Réactions
Le président ukrainien Volodymyr Zelensky qualifie l'attaque d'« acte de terrorisme totalement délibéré » et accuse la Russie d'« agression génocidaire ». Dans le même temps, Moscou, par la voix de Dmitri Peskov, nie cibler des civils,. La Russie affirme en effet avoir visé un rassemblement de soldats, affirmation démentie par un rapport de l'ONU qui démontre que la totalité des victimes étaient des civils, de tous âges.
L'ONU évoque un possible « crime de guerre », ajoutant cependant que la justice internationale doit statuer sur les faits. Un rapport du Haut-Commissariat des Nations unies aux droits de l'homme publié le 31 octobre précise que soit la Russie « n'a pas fait tout ce qui était en son pouvoir pour vérifier que la cible à attaquer était un objectif militaire » ou bien « a délibérément pris pour cible des civils ».
- Destructions dans Hroza après une frappe de missile russe, le 5 octobre 2023.